# Phaeoacremonium iranianum
Phaeoacremonium iranianum är en svampart som beskrevs av L. Mostert, Gräfenhan, W. Gams & Crous 2006. Phaeoacremonium iranianum ingår i släktet Phaeoacremonium och familjen Togniniaceae.   Inga underarter finns listade i Catalogue of Life.